# Федерация водно-моторного спорта России
Федерация водно-моторного спорта России (ФВМСР) — общественная организация созданная в целях содействия развитию водно-моторного спорта в Российской Федерации, укрепления позиций и повышения престижа водно-моторного спорта на территории РФ и на международной арене. Является членом Международного водно-моторного союза UIM и членом Олимпийского комитета России.
Президентом ФВМСР с 2020 года является Ершов Михаил Николаевич.

## История основания
Постановлением Президиума ЦИК СССР от 3 апреля 1930 г. был создан Всесоюзный совет физической культуры (ВСФК СССР) при ЦИК СССР, советы физкультуры в союзных республиках, областях, городах и районах при соответствующих местных Советах. Через семь лет при ВСФК создается водно-моторная секция и через год были подготовлены и утверждены Правила соревнований по водно-моторному спорту, составленные видным специалистом по малотоннажному судостроению, секретарем водно-моторной секции Мосавтоклуба Ю. В. Емельяновым.
В 1959 году Всесоюзная секция была преобразована в Федерацию водно-моторного спорта СССР. Первым президентом ФВМС СССР был Юрий Владимирович Емельянов.
Федерация водно-моторного спорта России является правопреемницей Федерации водно-моторного спорта СССР и объединяет спортивные организации субъектов Российской Федерации. Федерация входит в состав Международного союза водно-моторного спорта (UIM) и в состав Олимпийского комитета России.

## Деятельность
Федерация водно-моторного спорта России проводит Чемпионаты, Первенства и розыгрыши Кубка России в 19 классах спортивных судов.

## История Федерации
Постановлением Президиума ЦИК СССР от 3 апреля 1930 г. был создан Всесоюзный совет физической культуры (ВСФК СССР) при ЦИК СССР, советы физкультуры в союзных республиках, областях, городах и районах при соответствующих местных Советах. Через семь лет, в 1937 г. при ВСФК создается водно-моторная секция и еще через год были подготовлены и утверждены Правила соревнований по водно-моторному спорту, составленные видным специалистом по малотоннажному судостроению, секретарем водно-моторной секции Мосавтоклуба Ю. В. Емельяновым.
В 1959 году секция водно-моторного спорта была преобразована в Федерацию водно-моторного спорта СССР. Первым президентом ФВМС СССР был Юрий Владимирович Емельянов.
Федерация водно-моторного спорта России является правопреемницей Федерации водно-моторного спорта СССР и объединяет спортивные организации субъектов Российской Федерации. Федерация входит в состав Международного союза водно-моторного спорта (UIM).

## Региональные федерации
| Регион               | Название федерации/союза                              | Руководитель                    | Сайт        |
| -------------------- | ----------------------------------------------------- | ------------------------------- | ----------- |
| Московская область   | Федерация водно-моторного спорта Московской области   | Дунаев Эдуард Владимирович      |             |
| Пермский край        | Федерация водно-моторного спорта Пермского края       | Худякова Наталья Николаевна     |             |
| Республика Татарстан | Федерация водно-моторного спорта Республики Татарстан | Колотовкин Вячеслав Геннадьевич |             |
| Самарская область    | Федерация водно-моторного спорта Самарской области    |                                 |             |
| Красноярский край    | Федерация водно-моторного спорта Красноярского края   | Украинец Игорь Иванович         | enisey-2.ru |